# 菊地友弘
菊地 友弘（きくち ともひろ、1984年5月6日 - ）は、北海道テレビ放送（HTB）のアナウンサー。

## 来歴・人物
岩手県釜石市出身。早稲田大学教育学部学際コース卒業後、2009年入社。血液型B型。
学生時代は、フジテレビの見学エリアやイベントにてMC（広報）などをしていた。
入社以降主にスポーツを担当していたが、2017年10月より『イチオシ!モーニング』の土曜版MCに就任し情報番組に挑戦する。
2019年4月から2023年6月まで『イチオシ!!』のメインMCを務める。2020年12月から2021年2月5日まで突発性難聴発症に伴う療養のため、イチオシ!!を長期休演していた。
2024年からはアナウンス部に在籍したままスポーツ担当ディレクターを兼務し、『FFFFF』の担当となる。

## 現在の担当番組
- 高校野球（地区予選・甲子園応援実況）
- イチオシ!!ファイターズ（日本ハムファイターズ中継の実況・リポーター）
- HTBニュース - キャスター（不定期）
- HTBノンフィクション - ナレーション
- ハナタレナックス - 進行役（不定期）

## 過去の担当番組
- イチオシ!!（イチスポ 2017年9月まで、メインMC 2019年4月 - 2023年6月30日）
- 朝までイチオシファイターズ
- Hit.com（2012年4月 - 2014年3月）
- イチオシ!モーニング（土曜版メインMC 2017年10月-2019年3月）
- onコンサドーレ
- 全国高校野球選手権大会中継（朝日放送テレビ、2010年） - アルプススタンドリポート定期）